# Крейсера типа «Наньчэнь»
Крейсера типа «Наньчэнь» – серия из двух безбронных крейсеров 3-ранга. Построены в начале 1880-х гг. в Германии для Наньянского флота («Флота Южного моря») Цинского Китая. Ограниченно использовались в франко-китайской и японо-китайской войне.

## Представители
«Наньчэнь»  (пиньинь Nanchen, кит. трад. 南琛) – заложен на верфи «Ховальдтсверке» в Киле в 1881 г. Спущен на воду 12 декабря 1883 г. Введен в строй в 1884.
«Наньжуй»  (пиньинь Nanrui, кит. трад. 南瑞) – заложен также в Киле в 1882 г. Спущен на воду 8 января 1884 г. В том же году введен в строй.

## Конструкция
Корабли представляли собой достаточно распространенный в 1870-е гг. тип небольшого рангоутного незащищенного  крейсера. Крейсер типа «Наньчэнь» имел вытянутый высокобортный стальной корпус с несколько седловатой палубой, с небольшими баком и ютом; три высокие мачты, способные нести парусное вооружение. Между фок- и грот-мачтами находились мостик и две дымовые трубы. Паровая машина компаунд фирмы «Вулкан» могла разогнать 2200-тонное судно до 14,5 узлов. Запас угля составлял 600 тонн. Бронирование ограничивалось защитой боевой рубки (броневые листы толщиной в 2 дюйма) и щитами орудий.
На полубаке на выдвинутых за борт спонсонах стояло два 8,5-дюймовых орудия фирмы Крупп – по одному на каждый борт. Такое размещение главного калибра позволяло крейсерам типа «Наньчэнь» вести огонь на нос из обоих орудий, что соответствовало тогдашней таранной тактике боя (при этом на каждый борт могло стрелять лишь по одному крупнокалиберному орудию). На верхней палубе крейсера также находились восемь 4,7-дюймовых крупповских орудий – две на носу и корме, остальные по бортам на меньших спонсонах. Вспомогательное артиллерийское вооружение составляли шесть малокалиберных (37-мм) скорострельных пушек. Минное вооружение – один торпедный аппарат.

## Оценка проекта
«Наньчэнь» и «Наньжуй» были построены в соответствии с программой усиления базировавшегося в устье Янцзы Наньянского ("южного") флота, который в то время  считался главным из провинциальных флотов Китая. Таким образом, Наньянский флот, ранее состоявший из малых канонерок и авизо с водоизмещением менее 1,5 тыс. т., с одним-двумя крупными орудиями, превращался в соединение достаточно крупных мореходных кораблей со значительной артиллерией. 

Крейсер "Наньчэнь"

Корабли этого типа могли успешно противодействовать находившимся в китайских водах канонеркам и колониальным крейсерам 3-го класса европейских держав (например, русским клиперам), но не более крупным, тем более броненосным, кораблям. Также по своим боевым показателям «Наньчэнь» и «Наньжуй» заметно превосходили построенные в Японии в то время корветы «Каймон», «Тэнрю», «Кацураги», «Мусаси», «Ямато», однако полностью уступали заказанным японцами чуть позже в Англии двум бронепалубным крейсерам типа "Нанива".
В целом выбор для Наньянского флота типа безбронного рангоутного крейсера был неудачным. Подобный класс кораблей к тому времени считался уже устаревшим и применялся в основном только для колониальной службы. В сражении с современными кораблями эти тихоходные и незащищенные суда были бы обречены.  Для сравнения – как раз в это время в той же Германии для северного китайского Бэйянского флота строились два башенных броненосца.

## Служба
В марте 1884 г. «Наньчэнь» и «Наньжуй» отправились из Германии в Китай, куда прибыли в июле того же года, фактически перед самым началом франко-китайской войны 1884—1885 гг.. После неожиданного нападения 23 августа 1884 г. французской Дальневосточной  эскадры адмирала А. Курбе на китайский Фуцзянский флот, который был полностью уничтожен близ Фучжоу, командование Наньянского флота, опасаясь подобного нападения на Шанхай, отвело «Наньчэнь» и «Наньжуй» в устье Янцзы к Нанкину.
В начале следующего года крейсера приняли участие в единственном боевом походе китайского флота во время войны. 18 января 1885 г. «Наньчэнь» и «Наньжуй» вышли из Шанхая вместе с новым крейсером «Кайцзи» (флагман адмирала У Анькана), старым фрегатом-транспортом «Ююань» и канонеркой (砲船) «Дэнцин» (澄慶). Китайская эскадра должна была провести демонстрацию вблизи Тайваня, чтобы отвлечь эскадру Курбе от поддержки высаженного на остров французского десанта.
Китайские корабли медленно шли вдоль побережья, делая частые остановки в портах. Дойдя до Формозского (Тайваньского) пролива, адмирал У Анькан счел свою миссию выполненной и повернул назад. Узнав о выходе в море Наньянского флота, Курбе в начале февраля вышел с Тайваня на север и прибыл ранее У Анькана к Шанхаю, а затем пошел на юг, навстречу китайской эскадре
13 февраля южнее острова Чусан пять китайских кораблей заметили идущих навстречу им французские броненосные крейсера «Байярд» (6000 тонн), «Триомфан» (4500 тонн) и безбронный крейсер «Нилли» (2300 тонн). Каждый броненосец был вооружен 6 крупнокалиберными и 6 среднекалиберными орудиями; «Нилли» (сравнимый по классу с «Наньчэнь») - 15 среднекалиберными.
Вначале китайские корабли, построившись клином, двинулись навстречу французам, будто желая принять бой. Однако затем «Наньчэнь» и «Наньжуй» вместе с «Кайцзи» на полной скорости устремились на юг, бросив «Ююань» и «Дэнцин». Адмирал Курбе стал преследовать три новых китайских крейсера, но не смог их догнать. «Ююань» и «Дэнцин» укрылись в ближайшей гавани Шипу, где следующей ночью были уничтожены атакой французских минных катеров.

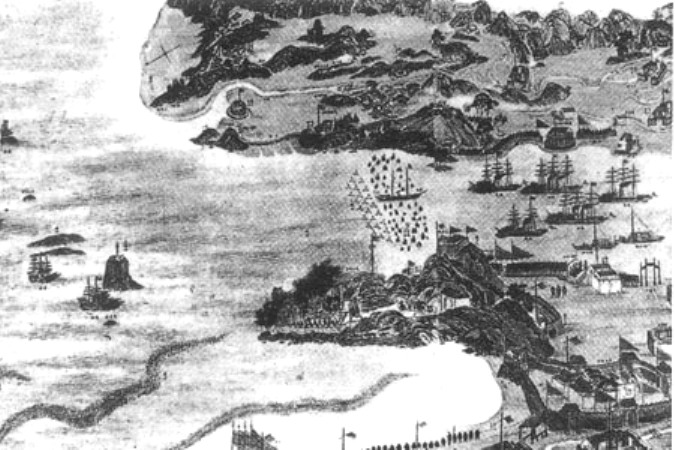
Китайская эскадра в устье Юнцзяна. Кит. рисунок ("Наньчэнь" и "Наньжуй" - единственные двухтрубные)

«Наньчэнь», «Наньжуй» и «Кайцзи» прибыли к Чжэньхай – крепости в устье реки Юнцзян, прикрывавшей подходы к важному торговому городу Нинбо. «Три китайских военных корабля явились в Цзинхай, ища здесь спасения от преследовавшей их французской эскадры. Туземные власти, в избежание столкновения с французами, приказали командирам китайских военных судов немедленно удалиться отсюда в Шангай; но командиры, — по пословице: от добра не ищут, — решили, что остаться на якоре, под защитой собственных береговых фортов, будет не в пример благоразумнее, чем идти в Шангай, рискуя каждую минуту нарваться на французов.» . В Чжэньхай также уже находились два деревянных транспортных судна и две малых китайские канонерки. Устье реки Юнцзяна было перекрыто вбитым в дно частоколом и затопленными джонками; оставшийся узкий проход мог быть быстро загорожен затоплением груженного камнями судно.
28 февраля 1885 г. к Чжэньхаю подошел адмирал Курбэ с «Байярдом», «Триомфаном» и «Нилли». Местные власти предложили адмиралу У Анькану выйти в море и дать бой, однако китайский командующий отказался от этого. 1 марта «Нилли», отправленная к устью Юнцзяна на разведку, имела перестрелку с береговыми батареями. В дальнейшем французы не предпринимали никаких попыток атаковать китайскую эскадру, хотя китайцы каждую ночь ожидали нападения минных катеров, периодически открывая огонь по рыбачьим лодкам.  "Оборона Чжэнхая" была воспринята в Китае как историческая победа. При всей условности такого определения можно допустить, что французы действительно не решились атаковать «Кайцзи», «Наньчэнь» и «Наньжуй» - гораздо более сильные, чем китайские корабли, уничтоженные ранее в Фучжоу. Эскадра У Анькана оставалась заблокированной и после заключения перемирия в начале апреля 1885 г. Только в июле, после официального мирного договора, французские корабли ушли, и китайские крейсера смогли покинуть Чжэньхай.
После франко-китайской войны с усилением северного Бэйянского флота, получившего новые броненосные и бронепалубные корабли с верфей Германии и Англии, значение южной эскадры, пополняемой в основном судами с фучжоуских верфей, сильно уменьшилось. Тем не менее, благодаря крейсерам «Наньчэнь» и «Наньжуй» и близким к ним по типу крейсерам  местного производства, южный китайский флот продолжал считаться "лишь немногим слабее" (Х. Вильсон) северного.
В мае 1894 г., в период обострения отношений с Японией, за несколько месяцев до японо-китайской войны «Наньчэнь» и «Наньжуй» приняли участие в совместных маневрах с Бэйянским флотом близ Люйшуня, которые должны были продемонстрировать японцам военно-морскую мощь Цинской империи. По окончании маневров «Наньжуй» и «Наньчэнь» были отправлены назад. Командующий Бэйянским флотом адмирал Дин Жучан счёл, что радикально устаревшие крейсера окажутся бесполезны в будущих сражениях с японскими современными крейсерами. 

Крейсер "Наньчэнь"

После падения в феврале 1895 г. Вэйхайвэя  и гибели Бэйянского флота, японский флот стал действовать у южного побережья Китая, но китайские корабли южных эскадр, в том числе  «Наньчэнь» и «Наньжуй», не выходили в море, оставаясь в своих укрепленных базах. По китайским источникам, в 1895 г. (возможно, уже после окончания боевых действий) «Наньчэнь» вместе с другими кораблями южного флота ходил для охраны северного побережья Китая, оставшегося после уничтожения Бэйянской эскадры без защиты.
В дальнейшем «Наньжуй» и «Наньчэнь» продолжали нести службу на протяжении еще более 10 лет. Они были списаны только в 1907 г. и разобраны через 3 года.